# 一億總中流

日本中產薪水家庭

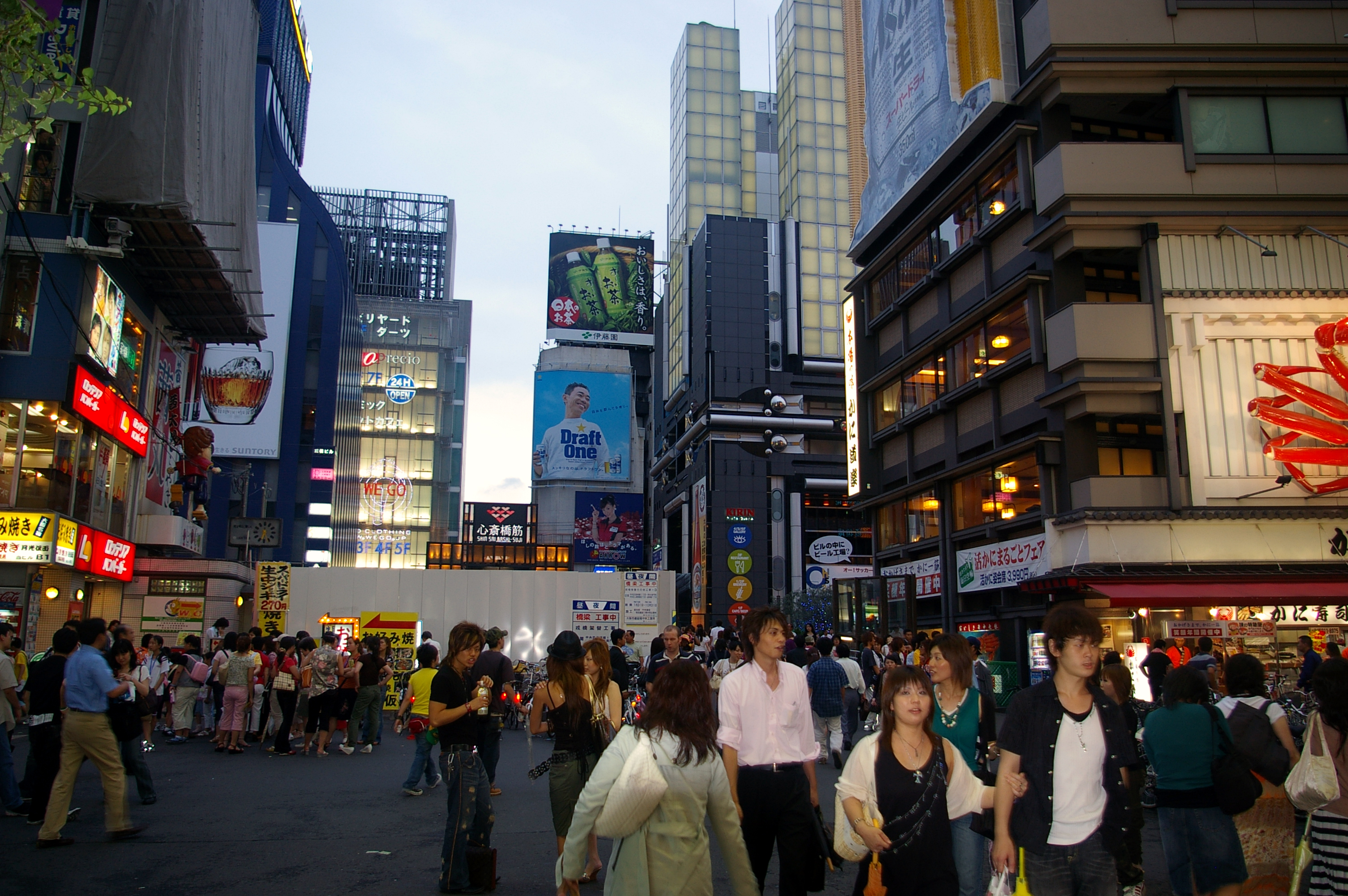
日本上班人潮

一億總中流（日语：／ Ichioku-sōchūryū，或稱一億總中產，是1960年代在日本出現的一種國民意識，在1970和1980年代日本經濟高度成長期尤為凸顯。
在终身雇用制下，九成左右的國民都自認為中產階級，「消费是美德」、「金满日本」成為當時的社會風氣。1991年泡沫經濟崩潰后，有人認為一億總中流也隨之崩潰。但根據內閣府『國民生活民意調查』中「生活程度」項目的顯示，只有一成以下的國民自認屬于下流階層，顯示一億總中流的概念并未消失。

## 外部連結
- 全国消費実態調査トピックス -日本の所得格差について－ （页面存档备份，存于）（日本總務省統計局）（日語）
- 国民生活に関する世論調査（日本内閣府）（日語）